# Claude Pepper
Claude Pepper (Dudleyville, 1900. szeptember 8. – Washington, 1989. május 30.) az Amerikai Egyesült Államok szenátora (Florida, 1937–1951).